# Ureaplasma canigenitalium
Ureaplasma canigenitalium è una specie di batterio appartenente alla famiglia delle Mycoplasmataceae.